# 장윤정
장윤정(張允瀞, 1980년 2월 16일 ~ )은 대한민국의 트로트 가수이다.

## 학력
- 1992년 성호초등학교 (졸업)
- 1995년 오산여자중학교[2]  (졸업)
- 1998년 영신여자고등학교 (졸업)
- 서울예술대학교 방송연예학과 99학번 (졸업)

## 사건사고
2013년 5월 20일 장윤정은 SBS의 토크쇼 《힐링캠프》에 출연하였고, 자신의 아버지와 어머니가 이혼 소송 중이며, 어머니가 10년간 모은 재산을 탕진하여 없앴으며 10억대의 빚이 있다고 주장했다. 결국 이의 사실 여부는 확인되지 않았으며 이후, 장윤정 어머니는 4억대 사기 혐의로 구속되기도 하였다.

## 기타
장윤정의 트로트 데뷔곡 《어머나》는 작곡가 윤명선이 작곡한 노래로 처음에 계은숙 측의 제의로 만들게 되었다. 그러나 계은숙이 부르지 않고 퇴짜를 당하자 《어머나》를 주현미에게 찾아가 부르다고 권유했으나 주현미는 어머나의 데모 테이프를 듣고 난 뒤 가사 중에 "어머나 어머나 이러지 마세요"를 나이에 맞지 않게 표현하기가 막막하다고 판단하여 거절하였다. 그리고 김혜연에게 불러보라고 권유했지만 아이 엄마가 부르기에는 가사가 너무 귀엽다는 이유로 거절하였다. 그 후 송대관 등 5명의 가수에게 거부당하면서 방치될 뻔한 노래를 신인 가수 장윤정에게 건의하였고 장윤정도 역시 《어머나》를 부르기 싫어서 사흘이나 울었다고 한다. 하지만 이 노래로 장윤정은 트로트여왕으로서의 발판을 마련하는 계기가 되었다.
장윤정의 남동생 장경영은 인천유나이티드 소속의 축구 선수였으나 심각한 부상으로 조기 은퇴했다.

## 데뷔
- 1999년 제20회 MBC 강변가요제

## 앨범
- 2003년 1집 어머나
- 2004년 2집 짠짜라
- 2005년 3집 이따, 이따요
- 2008년 4집 장윤정 트위스트
- 2010년 5집 올래
- 2012년 6집 왔구나 왔어
- 2015년 7집 女子
- 2019년 8집 Préparation(쁘레빠라씨용)
- 2020년 특별곡: 돼지토끼(도하영 헌정곡)
- 2022년 estrena(에스트레나)

### 정규 앨범
| 번호 | 음반 정보                                 | 트랙 리스트 |
| ---- | ----------------------------------------- | --- |
| 1    | 《장윤정 1집》 - 발매일: 2005년 10월 14일 | 1. 어머나 2. 여자의 거울 3. 후 (Who) 4. 눈물의 부르스 5. 수은등 6. 변심 7. 바보같은 미소 8. 비에 젖은 터미널 9. I.O.U 10. 어머나! (Remix) 11. 어머나! (MR) 12. 여자의 거울 (MR)                                                                   |
| 2    | 《장윤정 2집》 - 발매일: 2006년 5월 19일  | 1. 가진 게 너무 없는 내 남자 2. 편지 (Feat. 채동하) 3. 짠짜라 4. 꽃 5. 사랑아 6. 사랑이 떠나네요 7. 아라리 (상사병) 8. 사랑굿 9. 활주로 10. 서리 11. 콩깍지 12. 힘내라 (응원가) 13. 짠짜라 (Remix) 14. 짠짜라 (MR)                                |
| 3    | 《장윤정 3집》 - 발매일: 2007년 9월 14일  | 1. 이따, 이따요 2. 첫사랑 3. 어부바 4. 재 5. 고수레 6. 아네모네 7. 천생연분 8. 알아요 9. 너도 나처럼 10. 가슴으로 울었네 11. 목마른 사슴 12. 황진이 13. 이따, 이따요 (Remix) 14. Call Me 15. 이따, 이따요 (MR)                                    |
| 4    | 《장윤정 4집》 - 발매일: 2009년 6월 17일  | 1. 장윤정 트위스트 2. 애가타 3. 거짓말 4. 다시 한번 5. 나 잡아봐라 6. 여자의 일생 7. 와락 부비부비 8. 해바라기 9. 남자가 필요해 10. 오동도 부르스 11. One Nigit Only 12. 사뿐사뿐 13. 캡슐 14. 장윤정 트위스트 (Remix) 15. 장윤정 트위스트 (MR)   |
| 5    | 《장윤정 5집》 - 발매일: 2011년 6월 29일  | 1. 올래 2. 불나비 3. 아차차 4. 스타킹 5. 단념 6. 초혼 7. 송인 8. 말 못합니다 9. 눈치코치 10. 카사노바 11. 당신이 좋아 12. 올래 (Remix) 13. 올래 (MR) 14. 불나비 (MR)                                                                              |
| 6    | 《장윤정 6집》 - 발매일: 2013년 10월 14일 | 1. 왔구나 왔어 2. 내사랑 로미오 3. 제발 부탁이야 4. 케 세라 세라 5. 필연 6. 아모레미오 7. 준비됐나요 8. 꿈속의 사랑 9. 곡예사의 첫사랑 10. 과거를 묻지 마세요 11. 잊으리 12. 카츄샤의 노래 13. 왔구나 왔어 (Rock Ver.)                            |
| 7    | 《장윤정 7집》 - 발매일: 2016년 4월 7일   | 1. 벚꽃길 2. 오! 마이 러브 3. (도연우 한정곡-오! 나의 아들에게) 4. 반창고 5. 초혼II(송인) 6. 사랑해요 7. 바람길 8. 오! 마이 러브 9. (도연우 헌정곡-오!나의 아들에게<MR>) 10. 돼지토끼 11. 초혼 (2015 Ver.) 12. 사랑아 (2015 Ver.) 13. 반창고 (MR) |
| 8    | 《장윤정 8집》 - 발매일: 2020년 3월 5일   | 1. 목포행 완행열차 2. 너 떠난 후에 3. 세월아 4. 붐붐붐 5. 여자예요 6. 사랑 참 7. 기억 8. 너였어 9. 옆집누나 10. 당신편 11. 목포행 완행열차 (Instrumental) 12. 세월아 (MR) 13. 사랑 참 (Instrumental)                                              |

## 출연작

### 드라마 출연작
- 2004년 KBS2 금요드라마 《부부클리닉 사랑과 전쟁》 '셀위살사' 편
- 2005년 MBC 청춘 시트콤 《논스톱 5》 특별출연
- 2016년 SBS 드라마스페셜 《딴따라》 특별출연

### 방송(예능, 교양) 출연 주요 목록
- 2003년
  - MBC 《신비한TV 서프라이즈》 재연배우
- 2004년
  - MBC 《신비한TV 서프라이즈》 재연배우
  - KBS2 《TV는 사랑을 싣고》 게스트
- 2005년
  - MBC《행복주식회사》 게스트 (with, 태진아)
- 2006 ~ 2007년
  - MC
  - KBS1 《가족오락관》 게스트
  - KBS1 《전국노래자랑》 상반기 결선 MC
- 2008년
  - KBS1 《가족오락관》 게스트
  - MBC 《라디오스타》 게스트
- 2009년 ~ 2014년
  - SBS 《도전 1000곡》 MC
- 2009년
  - 대전방송《전국 TOP 10 가요쇼》 MC
  - KBS1 《전국노래자랑》연말 결선 MC
- 2010년
  - 대전방송 ~ 광주방송《전국 TOP 10 가요쇼》 MC
  - 《병영체험 진짜사나이》 MC
  - 《태극기 휘날리며》 MC
  - 《내가 진짜 스타》 MC
- 2011년
  - 광주방송《전국 TOP 10 가요쇼》 MC
- 2012년
  - 광주방송《전국 TOP 10 가요쇼》 MC
  - 추석특집 《코미디쇼 이수근 김병만의 10년의 꿈》 조용한 펜션 신혼부부
  - KBS2 《세대공감 토요일》 143회 게스트
  - KBS-가요무대 전속 출연자
- 2013년
  - KBS2 《위기탈출 넘버원》 MC
  - JTBC 《히든싱어》 원조가수
  - SBS 《힐링캠프 기쁘지 아니한가》 게스트
  - KBS-가요무대 전속 출연자
- 2014년
  - KBS1 《도전! 골든벨》 - 720회 수원 영신여고 편 (5월 25일 출신 동문으로 잠시 참가)
  - KBS2 《해피선데이 - 슈퍼맨이 돌아왔다》 (6월 22일 방송부터 남편 도경완과 합류)
  - 《백인백곡 끝까지 간다》 MC
  - KBS-가요무대 전속 출연자
- 2016년
  - SBS 《동상이몽, 괜찮아 괜찮아》 게스트
  - KBS1 《노래가 좋아》 MC
  - KBS2 《글로벌 남편백서 내편, 남편》 MC
  - TV조선 《스타쇼 원더풀데이》 MC
  - KBS-가요무대 전속 출연자
- 2017년
  - SBS 《판타스틱 듀오 2》 게스트
  - JTBC 《아는 형님》 게스트
  - KBS1 《노래가 좋아》 MC
  - OBS 《장스타쇼》 MC
  - KBS-가요무대 전속 출연자
- 2018년
  - KBS1 《노래가 좋아》 MC
  - OBS 《장스타쇼》 MC
  - MBN《오늘 쉴래요?》
  - KBS2 《슈퍼맨이 돌아왔다》 나레이터
  - KBS-가요무대 전속 출연자
- 2019년
  - TV 조선 《미스트롯》 마스터
  - TV 조선《이사야사》MC
  - tvN 《슈퍼히어러》 히어러
  - KBS1 《노래가 좋아》 MC
  - JTBC 《아는형님》게스트
  - KBS2 《배틀트립》게스트
  - SBS 《집사부일체》사부
  - KBS2 《불후의 명곡 - 전설을 노래하다》전설
  - KBS2《해피투게더》게스트
  - KBS2 《옥탑방의 문제아들》게스트(도경완 동반출연)
  - KBS-가요무대 전속 출연자
- 2020년
  - SBS 《트롯신이 떴다》심사위원
  - TV 조선 《미스터트롯》마스터
  - KBS2《노래가 좋아》MC
  - JTBC 《유랑마켓》MC
  - TV CHOSUN《뽕숭아학당》레전드
  - JTBC 《미라클 푸드》MC
  - MBC 《최애 엔터테인먼트》장회장
  - JTBC 《히든싱어》원조가수
  - TV조선 《내일은 미스트롯2》마스터
  - KBS-가요무대 전속 출연자
- 2021년
  - E채널《맘편한 카폐》 진행자
  - JTBC《배달가요-신비한 레코드샵》공동 MC
  - 2021년 TV조선 《내일은 미스트롯2 토크 콘서트》공동 MC
  - KBS-가요무대 전속 출연자
- 2022년
  - TV조선 《개나리학당》- 이사장 역
  - tvN 《놀라운 토요일》 - 게스트
  - KBS2 《사장님 귀는 당나귀 귀》
  - KBS1 《노래가 좋아》MC
  - KBS1 《전국노래자랑》-국민 MC 송해 추모특집 출연자
  - MBC 《물 건너온 아빠들》- MC
  - TV CHOSUN-내일은 미스터트롯-시즌 2 심사위원
  - KBS-가요무대 전속 출연자
- 2023년
  - TV조선《미스트롯3》-심사위원
- 2024년
  - ENA《내 아이의 사생활》

### 광고
- 2005년 농심 찰비빔면
- 2005년 선양주조 새찬소주
- 2006년 (주) 시스켈리 화장품
- 2007년 흙표 흙침대
- 2008년 농심 녹두국수 봄비
- 2008년 아딸 떡볶이 평생별미
- 2008년 문화체육관광부-불법복제 근절캠페인(with 윤도현 밴드)[4]
- 2009년 일성건설 트루엘
- 2010년 (주) 솔로몬 저축은행
- 2010년 SF그린후레시
- 2011년 동원농산찬 김치올레
- 2014년 (주) 평화발렌키
- 2014년 티바두마리치킨
- 2017년 복정제형 코지마 안마의자
- 2022년 닥터 포헤어
- 2020년 흙표 흙침대
- 2020년 더마틱스 울트라(도연우 동반촬영)
- 2020년 오로라에스 코에픽(도연우 동반촬영)
- 2020년 밀알복지재단 기부홍보영상
- 2020년 지엘 음식물 바이오처리기
- 2020년 원방 아르떼
- 2022년 NH농협생명 헬스케어어플
- 2022년 오로라에스 코에픽(도하영 동반촬영)
- 2022년-대한민국 동행세일 홍보영상[5]
- 2022년-중소벤처기업부-2022년 동행세일 전야제-찬조출연(with 남편 도경완 전 KBS아나운서)

저서
- 잘자요,우리 아기[6]
- 모두의 눈속에 내가 있어요[7]
- 보석눈물[8]
- 슈퍼맨이 돌아왔다-대한민국 대표 아버지들의 간혈적 육아분투기:2020년 개정판 공저(KBS 슈퍼맨이 돌아왔다 제작진+홍경민,샘 해밍턴,박주호,박현빈 공저)[9]

## 홍보대사
- 2004년 호주 홍보대사
- 2005년 경기도 홍보대사
- 2007년 한국복지재단 홍보대사
- 2007년 동수원세무서 일일명예민원봉사실장
- 2008년 원주경찰서 아동안전지킴이집 홍보대사
- 2008년 교육과학기술부 학점은행제 홍보대사
- 2010년 경기도 노인일자리 홍보대사
- 2010년 인도네시아 바우바우시 홍보대사
- 2011년 산림청 홍보대사
- 2011년 2011금산세계인삼엑스포 홍보대사
- 2011년 제2회 대한민국 나눔대축제 홍보대사
- 2011년 2012 여수세계박람회 홍보대사
- 2012년 여수시 홍보대사
- 2012년 국세청 든든학자금 홍보대사
- 2012년 아름다운동행 홍보대사
- 2012년 제주감귤 홍보대사

## 수상 경력
- 1999년 제20회 MBC 강변가요제 대상 수상
- 2004년 청주방송 전국 TOP 10 가요쇼 1위
- 2004년 제15회 서울가요대상 성인가요상
- 2004년 SBS 가요대전 트로트부문 여자가수상
- 2004년 KBS 가요대상 본상
- 2004년 MBC 10대 가수 가요제 여자신인상
- 2005년 청주방송 전국 TOP 10 가요쇼 14주 1위
- 2005년 제12회 대한민국 연예예술상 성인가요상
- 2005년 제20회 골든 디스크 트로트음악상
- 2005년 선행 연예인 국무총리상
- 2005년 SBS 가요대전 트로트부문 여자가수상
- 2006년 제39회 가수의 날 최고여가수 특별공로상
- 2006년 제16회 서울가요대상 본상 수상
- 2006년 제21회 골든 디스크 트로트음악상
- 2006년 제6회 한국전통가요대상 여자가수왕
- 2006년 SBS 가요대전 트로트부문 여자가수상
- 2006년 MBC 가요대제전 전 국민이 뽑은 최고의 가요 100곡 중 1위 [어머나]
- 2007년 국회 문화정책포럼 감사패
- 2007년 제34회 한국방송대상 올해의 방송인 가수부문
- 2007년 기부문화혁신포럼 행정자치부 장관표창
- 2007년 제22회 골든 디스크 트로트음악상
- 2008년 제18회 서울가요대상 본상
- 2008년 제15회 대한민국 연예예술상 성인가요부문 여자가수상
- 2008년 제8회 한국전통가요대상 여자가수왕
- 2008년 제23회 골든 디스크 트로트음악상
- 2008년 SBS 연예대상 프로듀서 TV스타상
- 2009년 제19회 서울가요대상 본상
- 2009년 SBS 연예대상 버라이어티부문 우수상
- 2009년 제17회 대한민국문화연예대상 성인가요부문 대상
- 2010년 제16회 대한민국 연예예술상 성인가요부문 여자가수상
- 2010년 제2회 멜론 뮤직 어워드 트로트 부문 스페셜상
- 2010년 SBS 연예대상 프로듀서가 뽑은 MC 상
- 2011년 제8회 대한민국 향토식문화대전 한식문화상
- 2011년 제21회 서울가요대상 트로트상
- 2012년 보건복지정책홍보 유공자 시상식 보건복지부장관 표창
- 2012년 제12회 대한민국 전통가요대상 여자 7대가수상
- 2012년 제12회 대한민국 전통가요대상 여성부문 대상
- 2013년 SBS 연예대상 베스트 커플상 (with 이휘재)
- 2014년 제13회 대한민국 전통가요대상 여자가수부문 대상
- 2020년 브랜드 고객충성도 대상 베스트 커플상 (with 도경완)
- 2020년 2020 트롯어워즈 트롯 100년 가왕상
- 2020년 2020 트롯어워즈 트롯 100년 심사위원 특별상
- 2020년 SBS 연예대상 쇼 버라이어티 부문 최우수상
- 2021년 KBS 연예대상 쇼•버라이어티부문 여자 최우수상 (노래가 좋아, 랜선장터, 슈퍼맨이 돌아왔다)

### 가요 프로그램 1위
| 연도        | 수상 내역(총 2회)                                                                |
| ----------- | -------------------------------------------------------------------------------- |
| 2005년(2회) | - 어머나(총 2회) - 2월 12일 MBC 《음악캠프》 1위 - 2월 26일 MBC 《음악캠프》 1위 |

## 가족
- 배우자 : 도경완 (1982년 3월 7일 ~ )

- 아들 : 도연우 (2014년 6월 13일 ~ )
- 딸 : 도하영 (2018년 11월 9일 ~ )

- 남동생 : 장경영(1982년 3월 12일 ~ )